# Xu Haiyang
Xu Haiyang (né le 14 janvier 1995) est un athlète chinois, spécialiste du 100 m.

## Carrière
Le 25 juin 2017, il porte son record personnel à 10 s 21 à Guiyang avant de remporter le titre asiatique du relais 4 x 100 m à Bhubaneswar, avec ses coéquipiers Tang Xingqiang, Liang Jinsheng et Bie Ge. Il est finaliste du 100 m lors de ces mêmes championnats.

## Palmarès
| Date | Compétition         | Lieu        | Résultat | Épreuve   | Temps   |
| ---- | ------------------- | ----------- | -------- | --------- | ------- |
| 2017 | Championnats d'Asie | Bhubaneswar | 6e       | 100 m     | 10 s 45 |
| 2017 | Championnats d'Asie | Bhubaneswar | 1er      | 4 x 100 m | 39 s 38 |
| 2018 | Jeux asiatiques     | Jakarta     | 3e       | 4 x 100 m | 38 s 89 |